# Croton pseudoniloticus
Croton pseudoniloticus är en törelväxtart som beskrevs av De Wild.. Croton pseudoniloticus ingår i släktet Croton och familjen törelväxter. Inga underarter finns listade i Catalogue of Life.